# P6 (마이크로아키텍처)
P6 마이크로아키텍처는 육 세대 인텔 x86 마이크로아키텍처로서 1995년 11월에 발표된 펜티엄 프로 마이크로프로세서에 적용되었다. 이를 이어 2000년에 넷버스트 마이크로아키텍처가 뒤를 이었다. 그렇지만 이후, 펜티엄 M 계열의 마이크로프로세서에서 다시 사용되었다. 변형 P6 마이크로아키텍처를 사용한 펜티엄 M의 후속은 코어 마이크로아키텍처이다.

## 펜티엄 프로에서 펜티엄 III
P6 코어는 x86에서 인텔의 6세대 마이크로프로세서이다. 1995년에 최초 펜티엄(P5)의 후속인 펜티엄 프로에서 첫 번째로 사용되었다.
P6에서 사용된 첫 기술들은 다음과 같다.
- 추론 실행( Speculative execution )과 비순차적 명령어 처리( out-of-order ) : 파이프라인의 Stall(지연)을 줄여주고, 펜티엄 프로와 그 후속 프로세서들의 속도 향상을 가능케 함.
- 슈퍼파이프라인( Superpipelining ) : 펜티엄의 5개 단계의 파이프라인에서 펜티엄 프로에서는 14 단계로 증가됨. 펜티엄 III는 10 단계, 펜티엄 M에서는 12개에서 14개의 파이프라인 단계임
- PAE와 36비트 어드레스 버스 : 프로세서의 선형 주소 공간은 여전히 4GB로 제한되지만 64GB의 물리적 메모리 지원.
- 레지스터 개명(Register Renaming) : 파이프라인에서 여러 명령어의 실행을 더 효율화함
- CMOV 명령어 : 컴파일러를 통한 최적화에 많이 사용됨

P6 아키텍처는 펜티엄 프로에서 펜티엄 III까지 삼세대까지 지속되었으며 저전력, 뛰어난 정수 성능 그리고 상대적으로 높은 사이클당 명령어(instructions per cycle, IPC)로 알려졌다.

## 펜티엄 M(베니어스와 도선)에서의 부활
펜티엄 4-M과 모바일 펜티엄4의 발표로 모바일용 넷버스트 프로세서는 모바일용에 적합하지 않음을 알게된다. 넷버스트기반의 프로세서는 에너지 효율성면에서 전세대인 P6보다 뛰어나지 않는다. 모바일 펜티엄 4 프로세서는 펜티엄 III-M 프로세서보다 발열이 높았으며 아주 뛰어난 성능 장점을 보이지 않는다. 낮은 에너지 효율성은 냉각 시스템뿐만 아니라 배터리 사용시간에도 영향을 미친다.
인텔은 넷버스트 마이크로아키텍처가 모바일 분야에서 최선의 선택이 아니라는 것을 깨닫게 되고 모바일 분야에서 최적인 설계를 다시한다. 결과는 그 당시 하이브리드였으며 P6를 최적화한 펜티엄 M이었다.
설계 개요
- 쿼드 펌프(Quad-pump) 프런트 사이드 버스. 인텔은 펜티엄 4에서 400MHz FSB를 처음으로 사용했는데 도선코어는 533MHz FSB를 사용한다.
- 더 큰 크기의 L2 캐시. 베니어스에서 1MB, 이후 도선에서 2MB. 수면 상태로부터 사분면 선택기에 의해 동적인 캐시 활성화함
- SSE2 명령어 지원
- 12-14 단계의 명령어 파이프라인으로 펜티엄 III-M보다 더 높은 클럭 속도 달성
- 전담 레지스터 스택 관리
- 추가적으로 분기 예측 테이블에 글로벌 히스토리 추가
- 마이크로 융합(Micro Fusion). X86 명령어는 더 적은 RISC 마이크로 연산으로 병합됨.

펜티엄 M은 수년동안에 걸쳐서 노트북 을 위한 가장 에너지 효율적인 프로세서였다. 최대 27와트에서 아이들 상태에서 4-5와트이다.

## P6 기반 프로세서
- 셀러론
- 펜티엄 프로
- 펜티엄 II 오버드라이브 (a Pentium II chip in the 387 pin 소켓 8)
- 펜티엄 II
- 펜티엄 II 제온
- 펜티엄 III
- 펜티엄 III 제온

## 같이 보기
- 코어 마이크로아키텍처
- 네할렘 마이크로아키텍처
- 인텔 마이크로프로세서 목록
- 인텔 제온 마이크로프로세서 목록